# Banmankhi Bazar
Banmankhi Bazar é um cidade no distrito de Purnia , no estado indiano de Bihar.

## Demografia
Segundo o censo de 2001, Banmankhi Bazar tinha uma população de 25.183 habitantes. Os indivíduos do sexo masculino constituem 55% da população e os do sexo feminino 45%. Banmankhi Bazar tem uma taxa de literacia de 52%, inferior à média nacional de 59,5%; com 64% para o sexo masculino e 36% para o sexo feminino. 18% da população está abaixo dos 6 anos de idade.